# Хвалибога
Хвалибóга — село в Україні, у Городенківській міській громаді Коломийського району Івано-Франківської області.
Відповідно до Розпорядження Кабінету Міністрів України від 12 червня 2020 року № 714-р «Про визначення адміністративних центрів та затвердження територій територіальних громад Івано-Франківської області» увійшло до складу Городенківської міської громади.

## Назва
1 квітня 1961 р. постановою облвиконкому № 199 село було перейменовано на Руднівка, через 32 роки повернено історичну назву.

## Географія
Понад селом тече потік Кадлуби.

## Історія
Перша письмова згадка про село Хвалибога з'явилася 1753 року. Однак з розповідей старожителів відомо, що село було засновано в 1702 році на сіножатях Попової долини с. Сороки.
Дуже багато мук зазнали наші предки. Як же пани знущалися над ними, то нападали татари і поляки, які палили все вщент. До середини XVIII століття поляки ще більше зміцнили своє панування на наших земля, вважаючи, що волелюбний дух народу остаточно зламано. Панівна влада посилила тиск на релігійне питання. Вони казали, що греко-католицька віра — це мужицька віра, а тому краще переходити на римо-католицьку віру, тобто ополячуватись. Така політика викликала протест серед свідомого українського населення.
Центральна дорога села розділяє його на дві частини. У давні часи, кажуть, ця вулиця була головною дорогою, що з'єднувала Буковину і Прикарпаття. Нею кочували різні народи, зокрема татари, війська молдавського воєводи Петрини, які переходили через село на війну з Польщею. На виноградських полях ця збройна рать зустрілася з військом короля Сигізмунда. Зав'язався бій. Своїм військовим умінням Сигізмунд переміг воєводу Петрину. Захопили багато гармат. За наказом Сигізмунда із цієї купи металу вилили великий дзвін, на якому було ім'я короля. Встановили цей дзвін на вежі краківського костьолу Пречистої Діви Марії. І сьогодні він кличе краків'ян на святу молитву.
На південному заході від села розміщене урочище Владичина. Тут колись поселилися перші люди. Село було укріплене валом, який мав утруднити доступ до нього ворогові. Однієї ночі татари напали на поселення, і повністю спалили село. Ті, хто залишився в живих, не захотіли знову відбудовувати спалене село Владичину, а вирішили поселитися на сусідніх землях теперішнього села Виноград.

### Новітня історія
У 1848 році в цих краях було скасовано панщину. Ця подія сколихнула свідомість селян, бо що є кращим за свободу. В пам'ять про скасування панщини було споруджено два хрести. Але обидва цих хрести спіткала злочинна рука більшовиків.
Особливого значення набули події Першої світової війни. Протягом війни в селі кілька разів змінювалась влада. Частина сільських господарів була мобілізована до австрійської армії. З 1919 до 1939 року село входило до складу Коломийського повіту Станиславівського воєводства Польщі, у 1934—1939 рр. — у складі ґміни Виноград. На 01.01.1939 в селі проживало 420 мешканців, з них 390 українців-грекокатоликів і 30 українців-римокатоликів. Коли розпалася Польща, її землі поділили між Німеччиною та Радянським Союзом.
19 вересня 1939 року в село прибули частини Червоної Армії і тому кожен селянин сприйняв цю подію по-своєму: одні — насторожено, другі — байдуже, треті — з радістю, з квітами та хлібом і сіллю. В ті часи в селі розпочали безкоштовний показ кіно, влаштовували танці кожного вечора. Згодом комуністи наказували, щоб в хаті були зняти всі ікони, і замість них почіпили більшовицьких вождів.
В 1941 році село було окуповане німцями, які ставили своєю метою масове знищення великої частини українського народу: одних планували виселити з України, а решту зробити рабами німецьких колоністів. Німецькі плани були ясні, точні, детальні. Почався опір окупантам. В селі і до тепер, ще є люди, які теж вступали до УПА. Це люди, які люблять свою землю, свій край, свою Україну. Вони декларували, що борються за рівність усіх громадян, за повне право національних меншин, за свободу слова, друку, думки, віри, за обов'язкову середню освіту, за повну рівність чоловіка і жінки в усіх громадянських правах. Про те, наскільки ця фантастична картина відповідала історичній дійсності, без сміху незалежний дослідник довго дискутувати не зможе. 
22 грудня 2014 року з благословення єпископа Коломийського і Косівського Юліана у селі відбулося освячення каплиці в честь Праведної Анни, каплицю побудовано в пам'ять про храм святої праведної Анни, котрий стояв на цьому місці, проте згорів від блискавки.

## Населення

### Мова
Розподіл населення за рідною мовою за даними перепису 2001 року:
| Мова       | Кількість | Відсоток |
| ---------- | --------- | -------- |
| українська | 332       | 100%     |

## Історичні пам'ятки
В даний час в селі Виноград та Хвалибога знаходиться багато архітектурних пам'яток. Першою з яких є могила, яка була насипана в 1991 році. На могилі є надпис:
|  | Борцям за волю України! Кожен, хто проходить повз цю могилу не може не поклонитися. Адже кожен з нас знає, що люди які боролися за волю України, полягли в грізнім бою. І щоб хоч якось вшанувати їх, віддячити за це ми поклоняймося. |

Другою пам'яткою є — пам'ятник односельцям, які загинули у Другій світовій війні, який розміщений біля церкви.
Третім пам'ятником є — статуя білої матері з немовлям і книжкою в руках, як знак подяки односельчан жінці-просвітительниці.
Через село проходить залізнична лінія Коломия — Стефанешти, яка сполучає село Виноград з багатьма іншими селами та містами. Збудована залізниця в 1908 році, але тільки в 1991 році в селі Хвалибога відкрито зупинний пункт для приміських поїздів. Зупинний пункт побудований та введений в експлуатацію місцевим колгоспом «Дружба».

## Сільське господарство
Споконвіку жителі села займалися сільським господарством, обробляли землі навколо села, утримували худобу. Ця земля і годувала селян за любої влади.
У 1948 році в селі Хвалибога створена сільськогосподарську артіль, яка тоді входила до складу Остапківської сільської ради. Створена під натиском влади сільськогосподарська артіль проіснували до лютого 1951 року. Наприкінці лютого 1951 року сільськогосподарську артіль села Хвалибога об'єднали із такою ж артіллю села Остапківці і був утворений колгосп імені Сталіна. Приблизно в такому вигляді проіснував колгосп до кінця 1961 року. На початку 1962 року за ініціативи влади було проведено друге реформування сільськогосподарських підприємств внаслідок чого був створений колгосп «Дружба», до складу якого ввійшли села Виноград, Руднівка, Острівець та Рогиня. Очолював цей колгосп виходець із села Виноград Вівчарик Петро Васильович, який до цього працював головою колгоспу у селі Острівець.
На початку 1966 року від колгоспу «Дружба» були від'єднані села Острівець та Рогиня. Весною 1972 року новим головою колгоспу став Прінько Леонід Іванович. В березні місяці 1976 року з ініціативи влади було проведено чергове реформування, внаслідок якого було створено колгосп «Радянське Прикарпаття», до складу якого ввійшли села Виноград, Руднівка, Росохач та Прикмище. Очолив новостворене господарство виходець із села Поточище Андрейко Василь Миколайович, який до цього працював головою колгоспу в селі Росохач.
В лютому 1982 року колгосп «Радянське Прикарпаття» роз'єднали і новостворений колгосп «Дружба» в селі Виноград очолив виходець із села Вікно Гевюк Мирослав Федорович.
В листопаді 1990 року головою колгоспу «Дружба» був обраний виходець із села Остапківці Яцик Ярослав Миколайович, який до того часу працював головним агрономом у цьому ж господарстві.